# In Pursuit of Greed
In Pursuit of Greed è un videogioco sparatutto in prima persona per MS-DOS, sviluppato da Mind Shear Software (ex Channel 7) e distribuito da Softdisk nel 1996. È stato in seguito venduto anche come Assassinators da Memorex Software nel 1998. Nel 2014 è stato dichiarato freeware ed è possibile ottenerlo dal sito del programmatore, insieme al suo codice sorgente.

## Modalità di gioco
Greed è uno sparatutto in prima persona a tema fantascientifico. Si possono selezionare uno tra cinque differenti personaggi, e affrontare le missioni che riguardano il recupero di preziosi artefatti e l'uccisione di nemici. È possibile attivare una visuale posteriore, che mostra cosa accade dietro il protagonista.

## Sviluppo
Il gioco è stato ideato da Jeremy Stanton e programmato da Robert W. Morgan III. Le musiche sono di Andrew Sega.
Il motore grafico utilizzato è una versione modificata del "Raven Engine", realizzato da Raven Software per Shadowcaster, a sua volta derivato da una versione preliminare del Doom Engine. Sebbene siano state aggiunte funzioni come una telecamera posteriore Picture-in-Picture, effetti di trasparenze e pavimenti dotati di pendenze e diverse altezze, le pareti sono esclusivamente ortogonali. Id Software permise l'utilizzo del motore grafico a Softdisk a titolo di risarcimento dopo che i componenti della prima, nonostante fossero dipendenti dell'azienda di Shreveport, si accordarono con Apogee Software per realizzare Commander Keen e Wolfenstein 3D.